# 光あらたに
「光あらたに」（ひかりあらたに）は神奈川県の県民歌である。作詞・村瀬輝光、補作・勝承夫、作曲・飯田信夫。

## 制定経緯
神奈川県が最初に制定した県歌は1931年（昭和6年）2月発行の小冊子『我が県の歌』に掲載された「神奈川県々歌」であるが、余り普及しなかった。
1945年（昭和20年）の太平洋戦争終結後、1948年（昭和23年）11月3日（文化の日）に神奈川県章を定めたことを機に「県民が心から愛唱できる県民歌」の制定が発案され、県民より歌詞を公募した。その結果、1677編の応募作から相洋高等学校教諭の村瀬輝光が応募した歌詞が採用され、補作を経て1950年（昭和25年）4月10日に制定された。作曲と歌唱は県がビクターレコード（現JVCケンウッド・ビクターエンタテインメント）に依頼し、藤井典明と藤原亮子のデュエットによるSP盤が製造されている。
1966年（昭和41年）には県の普及事業として、三浦洸一と渡辺はま子のデュエットによるカバーのシングル盤（PRB-5030）が創唱盤と同じビクターにより製造された。製造時はカバー盤の配布を通じて県内の小・中・高等学校で歌唱指導を計画していたが、県教育委員会は「教職員組合が教科外の歌唱指導に反対している」として消極的な姿勢を採ったため、県教委を通さず県庁から各校へ直接「利用のお願い」をする形が採られた。県ではカバー盤の配布に合わせてフォークダンス風の振り付けを制作して利用促進を図ったが、後述する4番の廃止問題がまる3年にわたり尾を引いたのに加え県庁所在地の横浜市では森鴎外の作詞で半世紀以上にわたり歌い継がれて来た横浜市歌の方が幅広く膾炙していることもあり、普及には繋がらなかった。
2021年（令和3年）11月には神奈川新聞の調査報道コーナー「追う！マイ・カナガワ」への読者投稿が契機となり、神奈川県議会の12月定例会で質問が行われたのに対して黒岩祐治知事は県庁の電話保留音への採用や県立高校での歌唱指導を検討する方針を表明した。

## 歌詞の特徴
太平洋戦争による県土の荒廃から立ち直り、観光・貿易立県として、また日本の表玄関たる横浜港を抱く県として内外の信望を集め、平和で文化豊かな県を築く決意を歌い上げる「復興県民歌」の一つである。

### 4番の廃止
制定当初の歌詞は4番まで存在していたが、4番には「鎚の響」「黒けむり」など公害をイメージさせるフレーズが含まれており、1965年（昭和40年）に津田文吾知事が「時世にそぐわない」として歌詞の改訂を検討するよう指示した。当初は作詞者の同意を得て歌詞の改訂を行う方針であったが、作曲者の飯田から歌詞の改訂に合わせた編曲を「字数がちがって歌いにくくなる」と否定されたため、結論が出ないまま翌年にカバー盤のレコーディングが実施された。その後、1968年（昭和43年）になり部長会議で「刊行物等に掲載、合唱する場合は三番までとし、四番は省略する」として4番を正式に廃止することとなり、以降は公の場で歌われなくなっている。

## 音源
これまでに再発盤を含めて6回のレコード・CD化が行われており、制定時のレコード録音以外に公式の音源が作られないことも珍しくない全国の県民歌としては長野県の「信濃の国」に次ぐ多さである。

### 4番を含むもの
SPレコード
製造：ビクターレコード（PR-1047）
1950年（昭和25年）製造。歌唱者は藤井典明と藤原亮子のデュエットで、B面にインストゥルメンタルを収録。モノラル。
再発盤シングル
製造：ビクターレコード（PRB-5014）
1963年（昭和38年）製造で、規格をシングル盤に変更した再発盤。A面は13年前のSP盤と同一音源で、藤井典明と藤原亮子のデュエットに続けてSP盤のB面と同じインストゥルメンタルを収録。B面は田村義政の編曲による神奈川県警察音楽隊演奏の行進曲「美しき神奈川」を収録。
カバー盤（4番あり）
製造：ビクターレコード（PRB-5030）
1966年（昭和41年）製造のシングル盤。A面は三浦洸一と渡辺はま子のデュエットによるカバー及びステレオ録音のインストゥルメンタル、B面に1963年盤と同じ行進曲「美しき神奈川」を収録。

### 4番削除後に収録されたもの
カバー盤（4番なし）
製造：ビクターレコード（PRB-5030）
レコードの規格品番と著作権表記は1966年のカバー盤と同一だが、収録時間や添付の楽譜から4番の歌詞が削除されている相違により判別可能。4番廃止後の1969年（昭和44年）頃製造と推定される。三浦と渡辺のデュエットによるカバーが全3番で録り直されていること以外はA面で歌唱に続けてインストゥルメンタルが収録されている点、B面が行進曲「美しき神奈川」である点とも4番削除前と同じ。
「みどりの賛歌」カップリング
製造：神奈川県（SS-3893）
1978年（昭和53年）製造のシングル盤。湘南市民コールによるカバーで、前年に県が選定した緑化推進キャンペーンソング「みどりの賛歌 -みどりの仲間たち-」（歌：芹洋子）のカップリング曲として収録。編曲は小谷充。
貸出用シングルCD
製造：神奈川県
県の公式サイトに掲載されている音源で、1998年（平成10年）の第53回かながわ・ゆめ国体開催に合わせて収録された児童合唱団によるカバー。県が貸出用の8センチCDを製造したが、市販はされていない。